# Петерсен, Адольф

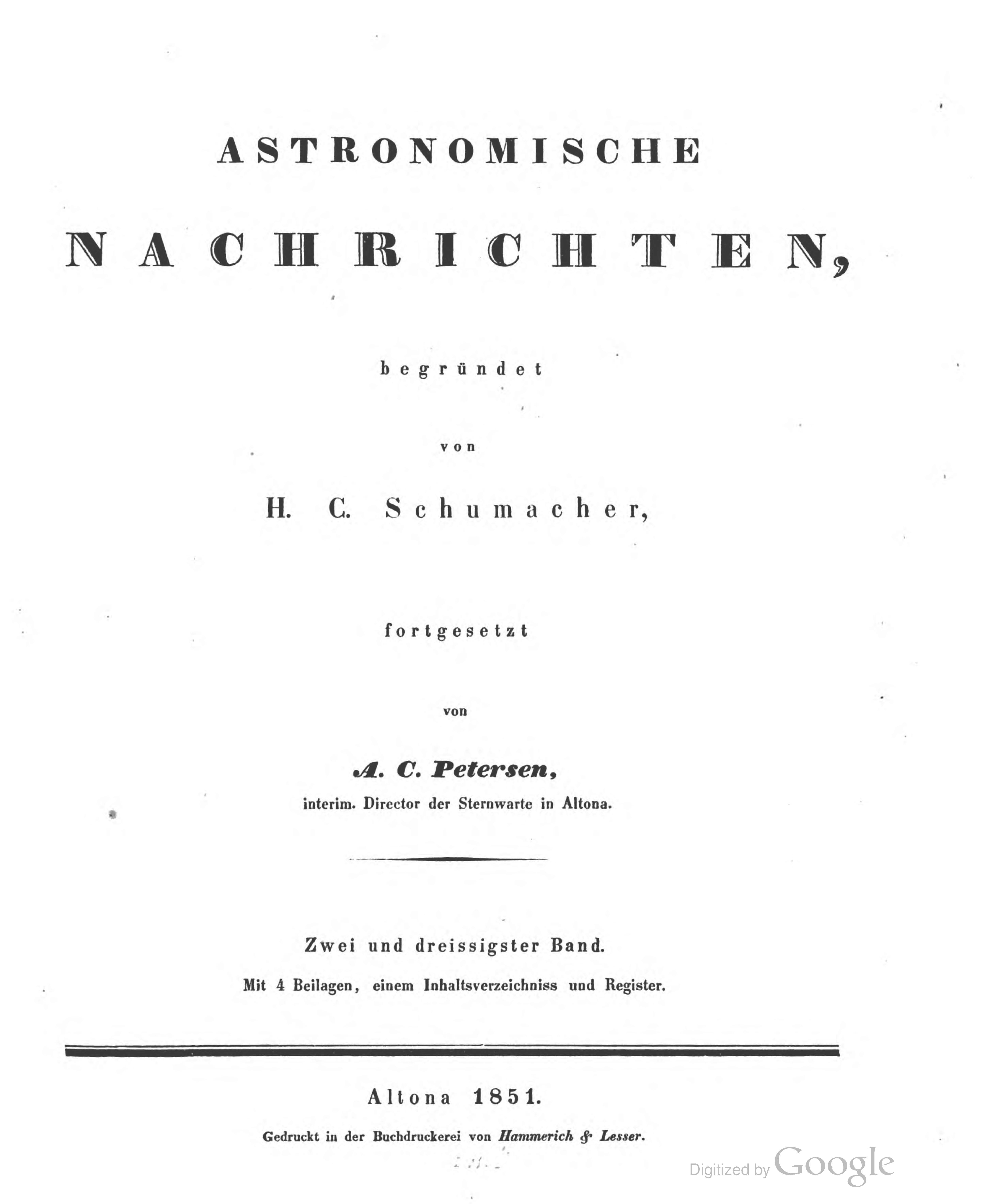
"Astronomische Nachrichten", том 32, 1851 г., титульный лист.

Адольф Корнелиус Петерсен (1804—1854) — датско-немецкий астроном, геодезист и редактор «Astronomische Nachrichten». Директор Альтонской обсерватории.

## Биография
Родился 28 июля 1804 года в Бильдеруп-Бове в Южной Ютландии в семье фермера. До марта 1820 года он посещал начальную школу в соседнем городке Буркалле и поддерживал отца в полевых работах. Затем учился на геодезиста и до 1824 года работал геодезистом и чертежником. Для ликвидации наводнения 1825 года он был призван на строительство дамб, где встретился с капитаном фон Кароком, датским офицером-инженером, который поддерживал работу астронома и геодезиста Генриха Кристиана Шумахера по градусным измерениям. Шумахер принял Петерсена на работу в обсерваторию Альтона, сначала помощником, а с 1827 года — в качестве наблюдателя.
Петерсен в основном занимался наблюдением и вычислением орбит комет, солнечными наблюдениями и определением географического местоположения. В 1829—1830 годах в Гюльденштейне он участвовал в определении длины простого секундного маятника, принятого в основание датской системы мер, с помощью маятникового аппарата Бесселя. В 1845–1847 годах он провёл топографическую съёмку части Гольштейна. В 1846 году Петерсен отправился в Кёнигсберг, чтобы посмотреть свои записи наблюдений, которые он сделал с меридианным кругом Репсольда. Бессель потребовал в своем завещании, чтобы его наблюдения Августа Людвига Буша (преемника Бесселя) и Петерсена были сведены к новому каталогу фундаментальных звезд. Неизвестно, как далеко продвинулась работа Петерсена и Буша. Запланированная публикация была отменена из-за смерти Петерсена в 1854 г. и Буша в 1855 г. [7]. Петерсен сделал себе имя в 1848 и 1850 годах, открыв три кометы. После открытия Нептуна Урбеном Леверье в 1846 г. он доказал, что Лаланд уже наблюдал планету в 1795 г., но принял ее за неподвижную звезду.
После смерти Шумахера в 1850 году Петерсен возглавил Альтонскую обсерваторию и вместе с Ганзеном стал редактировать «Astronomische Nachrichten». В мае 1853 года тяжело заболел и умер 3 февраля 1854 года в Альтоне. 
Был неженат. Награждён орденом Красного орла 4-й степени.
Петерсен был первооткрывателем комет: 7 августа 1848 г., 26 октября 1849 г., 1 мая 1850 г., 17 мая 1852 г. Как теоретик, он разработал усовершенствованный метод определения времени вращения Солнца и доказал, что Лаланд наблюдал планету Нептун ещё 8 и 10 мая 1795 года, но принял её за неподвижную звезду.